# 7e étape du Tour de France 2012
Pour un article plus général, voir Tour de France 2012.
La 7e étape du Tour de France 2012 s'est déroulée le samedi 7 juillet 2012. Elle part de Tomblaine et arrive à La Planche des Belles Filles, sommet d'une ascension inédite dans le Tour de France. Le Britannique Christopher Froome, de l'équipe Sky, s'y est imposé. Il devance de deux secondes l'Australien Cadel Evans (BMC Racing) et le leader de Sky Bradley Wiggins, qui s'empare du maillot jaune.

## Parcours
Le départ est donné à Tomblaine, près de Nancy, en Meurthe-et-Moselle. Le parcours prend la direction du sud-est. Il entre dans le département des Vosges après 50 kilomètres de course. Le sprint intermédiaire du jour est disputé à Gérardmer, au kilomètre 104. Les coureurs abordent peu après la première ascension comptant pour le classement de la montagne. Le col de Grosse Pierre, classé en troisième catégorie, s'élève à 956 mètres d'altitude, au kilomètre 112. La course se poursuit vers le sud, dans le massif des Vosges. La deuxième difficulté du jour est l'ascension du col du Mont de Fourche, à 633 mètres d'altitude au kilomètre 150. Ce col est le passage du département des Vosges, en Lorraine, à celui de Haute-Saône, en Franche-Comté. L'arrivée est située au sommet de La Planche des Belles Filles, à 1 035 mètres d'altitude. L'ascension y menant est classée en première catégorie, est longue de 5,9 kilomètres et présente une pente moyenne de 8,5 %. La pente du premier kilomètre est de 13 %. C'est la première fois que le Tour de France emprunte cette ascension.

## Déroulement de la course

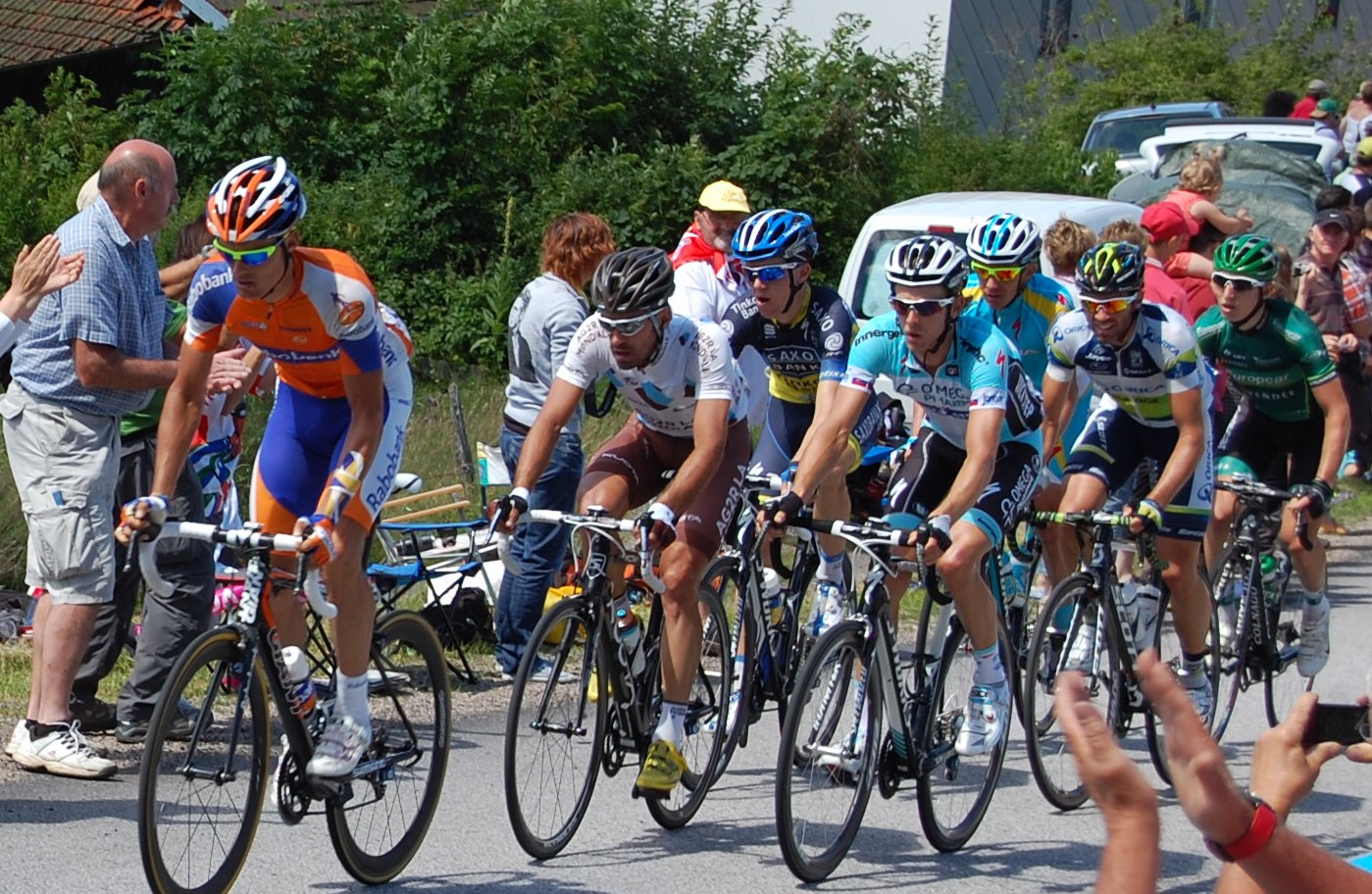
Passage des échappés au bas du col de Grosse Pierre.

Conséquence de la chute de la veille, huit coureurs ne prennent pas le départ, dont un des vainqueurs potentiels du Tour, Ryder Hesjedal (Garmin-Sharp), le vainqueur du Tour d'Italie 2012.
Après une vingtaine de kilomètres, une échappée de sept coureurs se forme. Elle comprend sept coureurs : Cyril Gautier (Europcar), Christophe Riblon (AG2R La Mondiale), Luis León Sánchez (Rabobank), Chris Anker Sørensen (Saxo Bank-Tinkoff Bank), Dmitriy Fofonov (Astana), Martin Velits (Omega Pharma-Quick Step) et Michael Albasini (Orica-GreenEDGE). L'écart est maintenu par le peloton à environ 5 minutes. Blessé la veille, Anthony Delaplace (Saur-Sojasun) abandonne au km 44. Derrière les échappés, Peter Sagan (Liquigas-Cannondale) remporte le sprint intermédiaire du peloton à Gérardmer (km 103,5) devant Matthew Goss (Orica-GreenEDGE). À 20 km de l'arrivée, l'avance des échappés n'est plus que d' 1 min 45 s puis 1 min à 12 km. Les échappés sont finalement repris au pied de l'ascension finale de la Planche des Belles Filles.
Les coureurs de l'équipe Sky Edvald Boasson Hagen, Michael Rogers et Richie Porte imposent une vitesse élevée, de sorte que de nombreux coureurs sont distancés du groupe de tête. Le maillot jaune Fabian Cancellara est lâché à cinq kilomètres du sommet. À 4 km de l'arrivée, il ne reste plus que 9 coureurs à l'avant : trois coureurs de l'équipe Sky, Bradley Wiggins, Richie Porte et Christopher Froome, Cadel Evans (BMC Racing), Vincenzo Nibali (Liquigas-Cannondale), Denis Menchov (Katusha), Haimar Zubeldia (RadioShack-Nissan), Pierre Rolland (Europcar) et Rein Taaramäe (Cofidis). Porte et Froome mènent un train très rapide qui empêche toute attaque. À 1 km de l'arrivée, il ne reste plus que 5 coureurs : Wiggins, Froome, Evans, Nibali et Taaramäe. Peu avant l'arrivée, Evans attaque sans succès, il est contré par Froome qui remporte sa première étape sur le Tour.
Wiggins, troisième de l'étape à deux secondes, s'empare du maillot jaune aux dépens de Cancellara, vingtième à 1 min 52 s. Au classement général, il devance Cadel Evans de dix secondes et Vincenzo Nibali de seize secondes. Jurgen Van den Broeck arrive dans le même groupe que Cancellara, après avoir été retardé par un problème mécanique à onze kilomètres de l'arrivée. Il est désormais treizième au classement général, à 2 min 11 s.
Les vingt points attribués au premier de l'étape suffisent à Froome pour s'emparer du maillot à pois, porté jusque-là par Michael Mørkøv. Peter Sagan garde le maillot vert. Rein Taaramäe, cinquième de l'étape, prend la première place du classement du meilleur jeune. Tejay van Garderen, lâché en début d'ascension, perd trois minutes et passe à la 18e place du classement général.

## Résultats

### Classement de l'étape
| Classement de la 7e étape | Classement de la 7e étape | Classement de la 7e étape | Classement de la 7e étape | Classement de la 7e étape |
|                           | Coureur                   | Pays                      | Équipe                    | Temps                     |
| ------------------------- | ------------------------- | ------------------------- | ------------------------- | ------------------------- |
| 1er                       | Christopher Froome        | Royaume-Uni               | Sky                       | en 4 h 58 min 35 s        |
| 2e                        | Cadel Evans               | Australie                 | BMC Racing                | + 2 s                     |
| 3e                        | Bradley Wiggins           | Royaume-Uni               | Sky                       | + 2 s                     |
| 4e                        | Vincenzo Nibali           | Italie                    | Liquigas-Cannondale       | + 7 s                     |
| 5e                        | Rein Taaramäe             | Estonie                   | Cofidis                   | + 19 s                    |
| 6e                        | Haimar Zubeldia           | Espagne                   | RadioShack-Nissan         | + 44 s                    |
| 7e                        | Pierre Rolland            | France                    | Europcar                  | + 46 s                    |
| 8e                        | Janez Brajkovič           | Slovénie                  | Astana                    | + 46 s                    |
| 9e                        | Denis Menchov             | Russie                    | Katusha                   | + 50 s                    |
| 10e                       | Maxime Monfort            | Belgique                  | RadioShack-Nissan         | + 56 s                    |
| modifier                  |                           |                           |                           |                           |

### Points attribués
| Sprint intermédiaire de Gérardmer (km 103,5) | Sprint intermédiaire de Gérardmer (km 103,5) | Sprint intermédiaire de Gérardmer (km 103,5) | Sprint intermédiaire de Gérardmer (km 103,5) | Sprint intermédiaire de Gérardmer (km 103,5) |
| -------------------------------------------- | -------------------------------------------- | -------------------------------------------- | -------------------------------------------- | -------------------------------------------- |
|                                              | Coureur                                      | Pays                                         | Équipe                                       | Point(s)                                     |
| 1er                                          | Cyril Gautier                                | France                                       | Europcar                                     | 20                                           |
| 2e                                           | Dmitriy Fofonov                              | Kazakhstan                                   | Astana                                       | 17                                           |
| 3e                                           | Luis León Sánchez                            | Espagne                                      | Rabobank                                     | 15                                           |
| 4e                                           | Michael Albasini                             | Suisse                                       | Orica-GreenEDGE                              | 13                                           |
| 5e                                           | Christophe Riblon                            | France                                       | AG2R La Mondiale                             | 11                                           |
| 6e                                           | Martin Velits                                | Slovaquie                                    | Omega Pharma-Quick Step                      | 10                                           |
| 7e                                           | Chris Anker Sørensen                         | Danemark                                     | Saxo Bank-Tinkoff Bank                       | 9                                            |
| 8e                                           | Peter Sagan                                  | Slovaquie                                    | Liquigas-Cannondale                          | 8                                            |
| 9e                                           | Matthew Goss                                 | Australie                                    | Orica-GreenEDGE                              | 7                                            |
| 10e                                          | Daryl Impey                                  | Afrique du Sud                               | Orica-GreenEDGE                              | 6                                            |
| 11e                                          | André Greipel                                | Allemagne                                    | Lotto-Belisol                                | 5                                            |
| 12e                                          | Yauheni Hutarovich                           | Biélorussie                                  | FDJ-BigMat                                   | 4                                            |
| 13e                                          | Brett Lancaster                              | Australie                                    | Orica-GreenEDGE                              | 3                                            |
| 14e                                          | Baden Cooke                                  | Australie                                    | Orica-GreenEDGE                              | 2                                            |
| 15e                                          | Sandy Casar                                  | France                                       | FDJ-BigMat                                   | 1                                            |
| modifier                                     |                                              |                                              |                                              |                                              |

| Classement de l'étape | Classement de l'étape | Classement de l'étape | Classement de l'étape | Classement de l'étape |
| --------------------- | --------------------- | --------------------- | --------------------- | --------------------- |
|                       | Coureur               | Pays                  | Équipe                | Point(s)              |
| 1er                   | Christopher Froome    | Royaume-Uni           | Sky                   | 30                    |
| 2e                    | Cadel Evans           | Australie             | BMC Racing            | 25                    |
| 3e                    | Bradley Wiggins       | Royaume-Uni           | Sky                   | 22                    |
| 4e                    | Vincenzo Nibali       | Italie                | Liquigas-Cannondale   | 19                    |
| 5e                    | Rein Taaramäe         | Estonie               | Cofidis               | 17                    |
| 6e                    | Haimar Zubeldia       | Espagne               | RadioShack-Nissan     | 15                    |
| 7e                    | Pierre Rolland        | France                | Europcar              | 13                    |
| 8e                    | Janez Brajkovič       | Slovaquie             | Astana                | 11                    |
| 9e                    | Denis Menchov         | Russie                | Katusha               | 9                     |
| 10e                   | Maxime Monfort        | Belgique              | RadioShack-Nissan     | 7                     |
| 11e                   | Nicolas Roche         | Irlande               | AG2R La Mondiale      | 5                     |
| 12e                   | Fränk Schleck         | Luxembourg            | RadioShack-Nissan     | 4                     |
| 13e                   | Richie Porte          | Australie             | Sky                   | 3                     |
| 14e                   | Michael Rogers        | Australie             | Sky                   | 2                     |
| 15e                   | Thibaut Pinot         | France                | FDJ-BigMat            | 1                     |
| modifier              |                       |                       |                       |                       |

### Cols et côtes
| Col de Grosse Pierre (km 112) 3e catégorie | Col de Grosse Pierre (km 112) 3e catégorie | Col de Grosse Pierre (km 112) 3e catégorie | Col de Grosse Pierre (km 112) 3e catégorie | Col de Grosse Pierre (km 112) 3e catégorie |
| ------------------------------------------ | ------------------------------------------ | ------------------------------------------ | ------------------------------------------ | ------------------------------------------ |
|                                            | Coureur                                    | Pays                                       | Équipe                                     | Point(s)                                   |
| 1er                                        | Chris Anker Sørensen                       | Danemark                                   | Saxo Bank-Tinkoff Bank                     | 2                                          |
| 2e                                         | Luis León Sánchez                          | Espagne                                    | Rabobank                                   | 1                                          |
| modifier                                   |                                            |                                            |                                            |                                            |

| Col du Mont de Fourche (km 150,5) 3e catégorie | Col du Mont de Fourche (km 150,5) 3e catégorie | Col du Mont de Fourche (km 150,5) 3e catégorie | Col du Mont de Fourche (km 150,5) 3e catégorie | Col du Mont de Fourche (km 150,5) 3e catégorie |
| ---------------------------------------------- | ---------------------------------------------- | ---------------------------------------------- | ---------------------------------------------- | ---------------------------------------------- |
|                                                | Coureur                                        | Pays                                           | Équipe                                         | Point(s)                                       |
| 1er                                            | Chris Anker Sørensen                           | Danemark                                       | Saxo Bank-Tinkoff Bank                         | 2                                              |
| 2e                                             | Luis León Sánchez                              | Espagne                                        | Rabobank                                       | 1                                              |
| modifier                                       |                                                |                                                |                                                |                                                |

| \| La Planche des Belles Filles (km 199) 1re catégorie \| La Planche des Belles Filles (km 199) 1re catégorie \| La Planche des Belles Filles (km 199) 1re catégorie \| La Planche des Belles Filles (km 199) 1re catégorie \| La Planche des Belles Filles (km 199) 1re catégorie \| \| --------------------------------------------------- \| --------------------------------------------------- \| --------------------------------------------------- \| --------------------------------------------------- \| --------------------------------------------------- \| \| \| Coureur \| Pays \| Équipe \| Point(s) \| \| 1er \| Christopher Froome \| Royaume-Uni \| Sky \| 20 \| \| 2e \| Cadel Evans \| Australie \| BMC Racing \| 16 \| \| 3e \| Bradley Wiggins \| Royaume-Uni \| Sky \| 12 \| \| 4e \| Vincenzo Nibali \| Italie \| Liquigas-Cannondale \| 8 \| \| 5e \| Rein Taaramäe \| Estonie \| Cofidis \| 4 \| \| 6e \| Haimar Zubeldia \| Espagne \| RadioShack-Nissan \| 2 \| \| modifier \| \| \| \| \| |                    |             |                     |          |
| La Planche des Belles Filles (km 199) 1re catégorie |                    |             |                     |          |
| | Coureur            | Pays        | Équipe              | Point(s) |
| 1er | Christopher Froome | Royaume-Uni | Sky                 | 20       |
| 2e | Cadel Evans        | Australie   | BMC Racing          | 16       |
| 3e | Bradley Wiggins    | Royaume-Uni | Sky                 | 12       |
| 4e | Vincenzo Nibali    | Italie      | Liquigas-Cannondale | 8        |
| 5e | Rein Taaramäe      | Estonie     | Cofidis             | 4        |
| 6e | Haimar Zubeldia    | Espagne     | RadioShack-Nissan   | 2        |
| modifier |                    |             |                     |          |

## Classements à l'issue de l'étape

### Classement général
| Classement général | Classement général | Classement général | Classement général  | Classement général  |
|                    | Coureur            | Pays               | Équipe              | Temps               |
| ------------------ | ------------------ | ------------------ | ------------------- | ------------------- |
| 1er                | Bradley Wiggins    | Royaume-Uni        | Sky                 | en 34 h 21 min 20 s |
| 2e                 | Cadel Evans        | Australie          | BMC Racing          | + 10 s              |
| 3e                 | Vincenzo Nibali    | Italie             | Liquigas-Cannondale | + 16 s              |
| 4e                 | Rein Taaramäe      | Estonie            | Cofidis             | + 32 s              |
| 5e                 | Denis Menchov      | Russie             | Katusha             | + 54 s              |
| 6e                 | Haimar Zubeldia    | Espagne            | RadioShack-Nissan   | + 59 s              |
| 7e                 | Maxime Monfort     | Belgique           | RadioShack-Nissan   | + 1 min 9 s         |
| 8e                 | Nicolas Roche      | Irlande            | AG2R La Mondiale    | + 1 min 22 s        |
| 9e                 | Christopher Froome | Royaume-Uni        | Sky                 | + 1 min 32 s        |
| 10e                | Michael Rogers     | Australie          | Sky                 | + 1 min 40 s        |
| modifier           |                    |                    |                     |                     |

### Classement par points
| Classement par points | Classement par points | Classement par points | Classement par points | Classement par points |
| --------------------- | --------------------- | --------------------- | --------------------- | --------------------- |
|                       | Coureur               | Pays                  | Équipe                | Point(s)              |
| 1er                   | Peter Sagan           | Slovaquie             | Liquigas-Cannondale   | 217 points            |
| 2e                    | Matthew Goss          | Australie             | Orica-GreenEDGE       | 185 pts               |
| 3e                    | André Greipel         | Allemagne             | Lotto-Belisol         | 172 pts               |
| modifier              |                       |                       |                       |                       |

### Classement du meilleur grimpeur
| Classement du meilleur grimpeur | Classement du meilleur grimpeur | Classement du meilleur grimpeur | Classement du meilleur grimpeur | Classement du meilleur grimpeur |
| ------------------------------- | ------------------------------- | ------------------------------- | ------------------------------- | ------------------------------- |
|                                 | Coureur                         | Pays                            | Équipe                          | Point(s)                        |
| 1er                             | Christopher Froome              | Royaume-Uni                     | Sky                             | 20 points                       |
| 2e                              | Cadel Evans                     | Australie                       | BMC Racing                      | 16 pts                          |
| 3e                              | Bradley Wiggins                 | Royaume-Uni                     | Sky                             | 12 pts                          |
| modifier                        |                                 |                                 |                                 |                                 |

### Classement du meilleur jeune
| Classement général du meilleur jeune | Classement général du meilleur jeune | Classement général du meilleur jeune | Classement général du meilleur jeune | Classement général du meilleur jeune |
|                                      | Coureur                              | Pays                                 | Équipe                               | Temps                                |
| ------------------------------------ | ------------------------------------ | ------------------------------------ | ------------------------------------ | ------------------------------------ |
| 1er                                  | Rein Taaramäe                        | Estonie                              | Cofidis                              | en 34 h 21 min 52 s                  |
| 2e                                   | Tejay van Garderen                   | États-Unis                           | BMC Racing                           | + 2 min 37 s                         |
| 3e                                   | Tony Gallopin                        | France                               | RadioShack-Nissan                    | + 2 min 41 s                         |
| modifier                             |                                      |                                      |                                      |                                      |

### Classement par équipes
| Classement par équipes | Classement par équipes | Classement par équipes | Classement par équipes |
|                        | Équipe                 | Pays                   | Temps                  |
| ---------------------- | ---------------------- | ---------------------- | ---------------------- |
| 1re                    | Sky                    | Royaume-Uni            | en 103 h 5 min 23 s    |
| 2e                     | RadioShack-Nissan      | Luxembourg             | + 1 min 37 s           |
| 3e                     | Katusha                | Russie                 | + 5 min 54 s           |
| modifier               |                        |                        |                        |

## Abandons
À la suite d'une chute la veille au km 181, plusieurs coureurs abandonnent la course.
- Anthony Delaplace (Saur-Sojasun) : abandon au km 44
- Hubert Dupont (AG2R La Mondiale) : non-partant
- Imanol Erviti (Movistar) : non-partant
- Óscar Freire (Katusha) : non-partant
- José Iván Gutiérrez (Movistar) : non-partant
- Ryder Hesjedal (Garmin-Sharp) : non-partant
- Robert Hunter (Garmin-Sharp) : non-partant
- Amets Txurruka (Euskaltel-Euskadi) : non-partant
- Maarten Wynants (Rabobank) : non-partant